# Elvestad
Elvestad is een plaats in de Noorse gemeente Indre Østfold, fylke Østfold. Elvestad telt minder dan 200 inwoners, maar is het centrum van de gemeente.